# ثمام زاحف
الثمام الزاحف أو نصيلة نوع نباتي يتبع جنس الثمام من الفصيلة النجيلية. اسمه العلمي (باللاتينية: Panicum repens).

## الموئل والانتشار
موطنه بلاد الشام ومصر والمغرب العربي وقبرص وتركيا وكل مناطق شمال حوض البحر الأبيض المتوسط.

## الوصف النباتي
نبات عشبي معمر وزاحف ينتشر بالجذامير.